# 狐丘监狱
狐丘监狱（Fox Hill Prison）是巴哈马的唯一监狱，位于该国首都拿骚，由巴哈马惩教署（Bahamas Department of Correctional Services）监管。该监狱的男监区按安保等级分为高中低三等；另有一女监区以及一医疗区。

## 历史
1952年3月，巴哈马当局在狐丘（巴哈马群岛的新普罗维登斯岛上一村庄）建立了一個监狱，最初该监狱与前大英帝国的其他所有监狱一样，都叫女王陛下的监狱，后于2014年8月11日更名。
狐丘监狱不是巴哈马群岛上的首座监狱。史料对现在的巴哈马国领土上的监狱的最早记载来自17世纪。目前，拿骚的所有监狱都已改建，改成了拿骚公共图书馆和皇家巴哈马群岛警察总部。 
巴哈马也在新普罗维登斯岛运行着针对移民的卡迈克尔（Carmichael）路拘留中心。拘留中心启用于1993年，是整个加勒比地区的第一座{tsl|en|Immigration detention|移民拘留设施{}}。此前，巴哈马当局都会把被拘移民关押在狐丘监狱。被拘禁于卡迈克尔路拘留中心的移民大多来自海地和古巴。卡迈克尔路拘留中心和狐丘监狱都曾因内部条件恶劣而遭受过声讨。2022年，巴哈马移民部部长曾声明，政府正在改进卡迈克尔路拘留中心的设施，还计划在伊纳瓜岛建立一移民拘留中心。

## 条件与名声
狐丘监狱曾因条件差而遭到过国际批评。國際特赦組織在2003年的报告中称该监狱内部的传染病（如结核病）爆发风险很大。据美国国务院于2020年公布的针对巴哈马的国别人权报告称，狐丘监狱已人满为患，卫生条件差，且缺少足够的食物与药品。报告称该监狱里寄生有蛆、老鼠以及其他昆虫；囚室里无厕所只有桶；还有些囚犯报告说因长期睡在地上，他们已患有褥疮。报告还称监狱在面积只有约6平方米，没有床垫、马桶的牢房里监禁多名囚犯，最多一间关了六人。2017年，监狱负责人帕特里克·怀特 (Patrick Wright) 承認安保级别最高的监区依然没有厕所，只有桶。巴哈马律师Romona Farquharson曾表示囚犯们有时一周只能得到低至30分钟的放风时间。
惩戒部门负责人Doan Cleare曾于2022年说，当局已改善了监狱条件，而且完成了翻新工作，还终结了“啮齿动物问题”。同年，拿骚卫报公布了一段视频，显示出狱内设施的新旧与优劣程度不一，有些设施确实被翻新了，但依然存在多名犯人拥挤于一间牢房内的问题。

## 著名囚犯
- 山姆·班克曼-弗里德：商人，曾参与创建加密貨幣交易所FTX与加密货币交易公司Alameda Research（英语：Alameda Research）；他於2022年被关押于此，之后被引渡回美国[5][3]。
- 迈克尔·肖贝克（英语：Michaiah Shobek），美国连环杀人犯，於1976年被处决[16]
- 大卫·米切尔（英语：David Mitchell (murderer)），2000年因在巴哈马群岛谋杀两名德国人而被处决。 [17]